# Conrad Nagel
Conrad Nagel (Keokuk, 16 de março de 1897 — Nova Iorque, 24 de fevereiro de 1970) foi um ator e cantor estadunidense.
Foi um dos fundadores da Academia de Artes e Ciências Cinematográficas, tendo sido um de seus presidentes. Foi também um dos criadores do Óscar.

## Biografia
Nascido numa família dedicada à música, graduou-se pelo Highland Park College, na cidade de Des Moines; bacharelou-se em Oratória, e iniciou a carreira artística em 1914, atuando no teatro ainda quando estudante.
Ao se transferir para o cinema em 1918, seu estilo sofisticado e a bela aparência tornaram-no bastante popular, e lhe renderam muitos papéis em comédias românticas e dramas históricos.
Com o surgimento do cinema sonoro, sua carreira permaneceu firme; adaptou-se logo (diziam nos estúdios: "contratem o Nagel. Ele pode falar") e continuou atuante até a década de 1950. Apesar de ter se tornado um desafeto de Louis B. Mayer por ter apoiado a fundação do Screen Actors Guild e passado a receber papéis de pouca qualidade e em menor número, continuou a atuar em filmes, no rádio, na Broadway e na televisão.
Todos seus três casamentos terminaram em divórcio; foi pai de um casal de filhos; morreu em Nova Iorque, em 1970. Seu corpo foi cremado e as cinzas entregues à família.

## Filmografia parcial

### Filmes mudos
- Little Women (1918)
- The Lion and the Mouse (1919)
- The Redhead (1919)
- Romeo's Dad (1919)
- The Fighting Chance (1920)
- Unseen Forces (1920)
- Midsummer Madness (1920)
- What Every Woman Knows (1921)
- The Lost Romance (1921)
- Sacred and Profane Love (1921)
- Fool's Paradise (1921)
- Saturday Night (1922)
- Hate (1922)
- The Ordeal (1922)
- Nice People (1922)
- The Impossible Mrs. Bellew (1922)
- Singed Wings (1922)
- Grumpy (1923)
- Bella Donna (1923)
- Lawful Larceny (1923)
- The Rendezvous (1923)
- Name the Man (1924)
- Three Weeks (1924)
- The Rejected Woman (1924)
- Tess of the d'Urbervilles (1924)
- Sinners in Silk (1924)
- Married Flirts (1924)
- The Snob (1924)
- So This Is Marriage? (1924)
- Excuse Me (1925)
- Cheaper to Marry (1925)
- Pretty Ladies (1925)
- Sun-Up (1925)
- The Only Thing (1925)
- Lights of Old Broadway (1925)
- Dance Madness (1926)
- Memory Lane (1926)
- The Exquisite Sinner (1926)
- The Waning Sex (1926)
- Tin Hats (1926)
- There You Are! (1926)
- Heaven on Earth (1927)
- Slightly Used (1927)
- Quality Street (1927)
- The Girl from Chicago (1927)
- London After Midnight (1927)
- If I Were Single (1927)
- Tenderloin (1928)
- The Crimson City (1928)
- Glorious Betsy (1928)
- Diamond Handcuffs (1928)
- The Michigan Kid (1928)
- The Mysterious Lady (1928)
- The Kiss (1929)

### Filmes sonoros
- State Street Sadie (1928)
- Caught in the Fog (1928)
- The Terror (1928)
- Red Wine (1928)
- The Redeeming Sin (1929)
- Kid Gloves (1929)
- The Idle Rich (1929)
- The Thirteenth Chair (1929)
- The Hollywood Revue of 1929 (1929)
- The Sacred Flame (1929)
- Dynamite (1929)
- The Ship from Shanghai (1930)
- Second Wife (1930)
- Redemption (1930)
- The Divorcee (1930)
- One Romantic Night (1930)
- Numbered Men (1930)
- A Lady Surrenders (1930)
- Du Barry, Woman of Passion (1930)
- Today (1930)
- Free Love (1930)
- East Lynne (1931)
- The Right of Way (1931)
- Bad Sister (1931)
- Three Who Loved (1931)
- Son of India (1931)
- The Reckless Hour (1931)
- The Pagan Lady (1931)
- Hell Divers (1931)
- The Man Called Back (1932)
- Divorce in the Family (1932)
- Kongo (1932)
- Fast Life (1932)
- The Constant Woman (1933)
- Ann Vickers (1933)
- The Marines Are Coming (1934)
- Dangerous Corner (1934)
- One Hour Late (1935)
- Death Flies East (1935)
- One New York Night (1935)
- Ball at Savoy (1936)
- The Girl from Mandalay (1936)
- Wedding Present (1936)
- Yellow Cargo (1936)
- Navy Spy (1937)
- The Gold Racket (1937)
- Bank Alarm (1937)
- The Mad Empress (1939)
- One Million B.C. (1940)
- I Want a Divorce (1940)
- Forever Yours (1945)
- The Adventures of Rusty (1945)
- Stage Struck (1948)
- All That Heaven Allows (1955)
- Hidden Fear (1957)
- A Stranger in My Arms (1959)
- The Man Who Understood Women (1959)